# Loose (álbum de B'z)
Loose é o oitavo álbum da banda japonesa de hard rock B'z, lançado em 2 de março de 1994 pela BMG Japan. Vendeu 3.003.210 cópias no total, chegando à 1ª colocação da Oricon Albums Chart e tornando-se o álbum de estúdio mais vendido do grupo. O álbum reúne vários elementos musicais de seus álbuns anteriores, sendo o álbum mais eclético da banda até hoje.

## Faixas
Todas as letras escritas por Koshi Inaba, todas as músicas compostas por Tak Matsumoto.
| N.º            | Título                                              | Duração |  |
| 1.             | "Spirit Loose" (君の中で踊りたい)                   | 1:04    |  |
| 2.             | "The Loose" (ザ・ルーズ)                            | 3:32    |  |
| 3.             | "Negai ("BUZZ!!" STYLE)" (ねがい("BUZZ!!" STYLE))   | 5:01    |  |
| 4.             | "Yumemigaoka" (夢見が丘)                            | 4:40    |  |
| 5.             | "Bad Communication (000-18)"                        | 4:57    |  |
| 6.             | "Kienai Niji" (消えない虹)                          | 3:37    |  |
| 7.             | "Love Me, I Love You (with G Bass)"                 | 3:20    |  |
| 8.             | "Love Phantom"                                      | 4:40    |  |
| 9.             | "Teki ga Inakerya" (敵がいなけりゃ)                 | 3:14    |  |
| 10.            | "Suna no Hanabira" (砂の花びら)                     | 3:41    |  |
| 11.            | "Kirei na Ai jya Nakutemo" (キレイな愛じゃなくても) | 4:04    |  |
| 12.            | "Big"                                               | 2:53    |  |
| 13.            | "Drive to My World"                                 | 4:09    |  |
| Duração total: | Duração total:                                      | 41:59   |  |

## Ficha técnica
- Koshi Inaba - vocais
- Tak Matsumoto - guitarra